# James H. Ellery Memorial Awards
James H. Ellery Memorial Awards je každoročně udělovaná trofej v severoamerické hokejové lize AHL novináři nebo zpravodajovi za nejlepší zpravodajství týkající se AHL.

## Držitelé
- 2011-12 – Dave Eminian, Peoria
- 2010-11 – Tim Leone, Hershey
- 2009-10 – Pete Dougherty, Albany
- 2008–09 – Winnipeg Free Press
- 2007–08 – Lindsay Kramer, Syracuse
- 2006–07 – Bill Ballou, Worcester
- 2005–06 – Phil Janack, Albany
- 2004–05 – Jonathan Bombulie, Wilkes-Barre/Scranton
- 2003–04 – Mike Fornabaio, Bridgeport
- 2002–03 – Joe Conklin, Grand Rapids
- 2001–02 – Garry McKay, Hamilton
- 2000–01 – Tris Wykes, Norfolk
- 1999–00 – Dave Sottile, Hershey
- 1998–99 – Phil Janack, Albany
- 1997–98 – Brendan McCarthy, St. John's & Bill Ballou, Worcester
- 1996–97 – Lindsay Kramer, Syracuse
- 1995–96 – Kevin Oklobzija, Rochester
- 1994–95 – Bill Hunt, Fredericton
- 1993–94 – Dan Sernoffsky, Hershey
- 1992–93 – Kevin Oklobzija, Rochester
- 1991–92 – Jim Jackson, Baltimore
- 1990–91 – Bob Dittmeier, Adirondack / Capital District
- 1989–90 – Mike Kane, Adirondack
- 1988–89 – Paul Abramowitz, Maine
- 1987–88 – Mike Kane, Adirondack
- 1986–87 – Joel Jacobson, Nova Scotia
- 1985–86 – Jerry Crasnick, Maine
- 1984–85 – Jerry Crasnick, Maine
- 1983–84 – Jack Gatecliff, St. Catharines
- 1982–83 – Mike Kane, Adirondack
- 1981–82 – Barry Meisel, Binghamton
- 1980–81 – Rick Wheeler, Rochester
- 1979–80 – Paul Marslano, New Haven
- 1978–79 – Eddie St. Pierre, Moncton
- 1977–78 – Brian Thayer, Maine
- 1976–77 – Steve Summers & Bruce Whitman, Hershey
- 1975–76 – Clayton Campbell, Nova Scotia